# Ptifurki

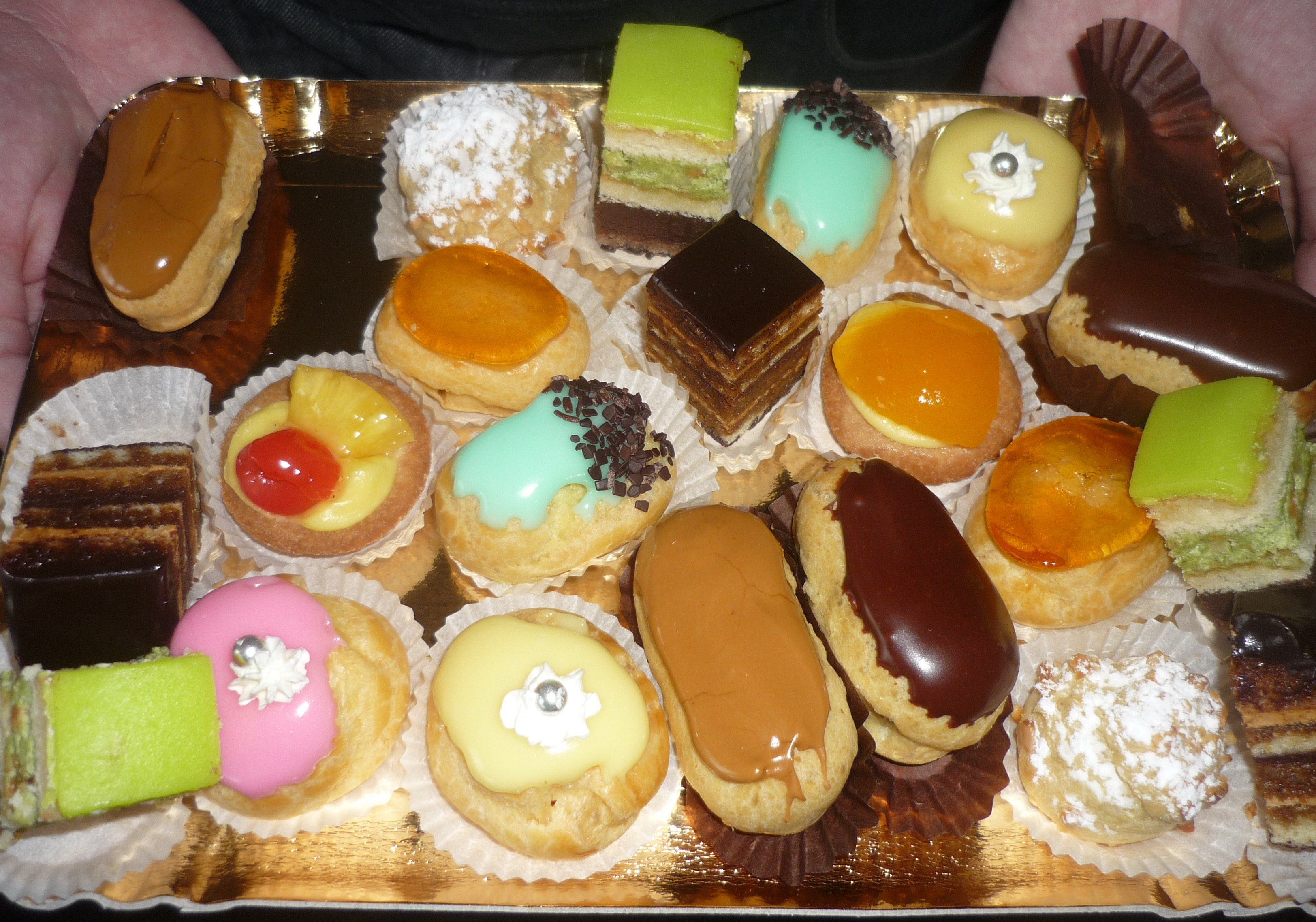
Różnorodne ptifurki

Ptifurki (fr. petits fours) – drobne, kruche ciasteczka wypiekane z różnorodnych rodzajów ciasta, nadziewane i powlekane glazurą, podawane do kawy lub herbaty.
Były to niewielkie ciasteczka wytwarzane z ciasta kruchego, piaskowego albo makaronikowego (ze zmielonych orzechów bądź migdałów), z dodatkiem bitej piany z białek oraz cukru pudru, często przekładane nadzieniem i oblewane lukrem albo powlekane czekoladową lub inną barwną glazurą smakową, niekiedy też dekorowane owocami. Zaliczano również do nich ciastka marcepanowe i owoce kandyzowane oblewane lukrem.
Modę na te deserowe wypieki na przełomie XIX/XX wieku wprowadził w swych kawiarniach znany cukiernik Bernard Semadeni, którego naśladowało wiele firm cukierniczych. Ptifurki serwowano na paterach albo w porcelanowych koszyczkach na słodycze. 